# Palazzo Varano

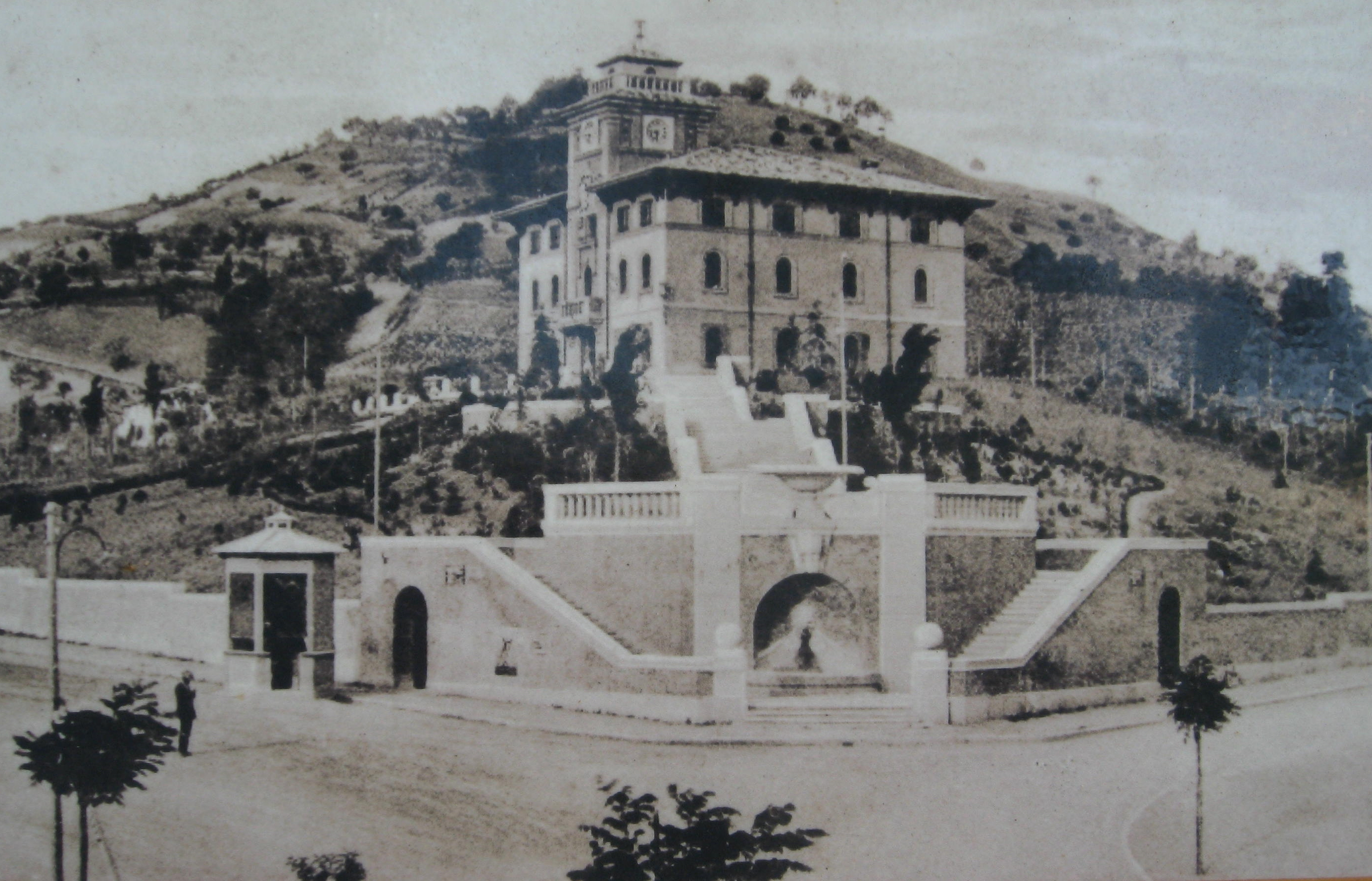
Palazzo Varano nel 1931

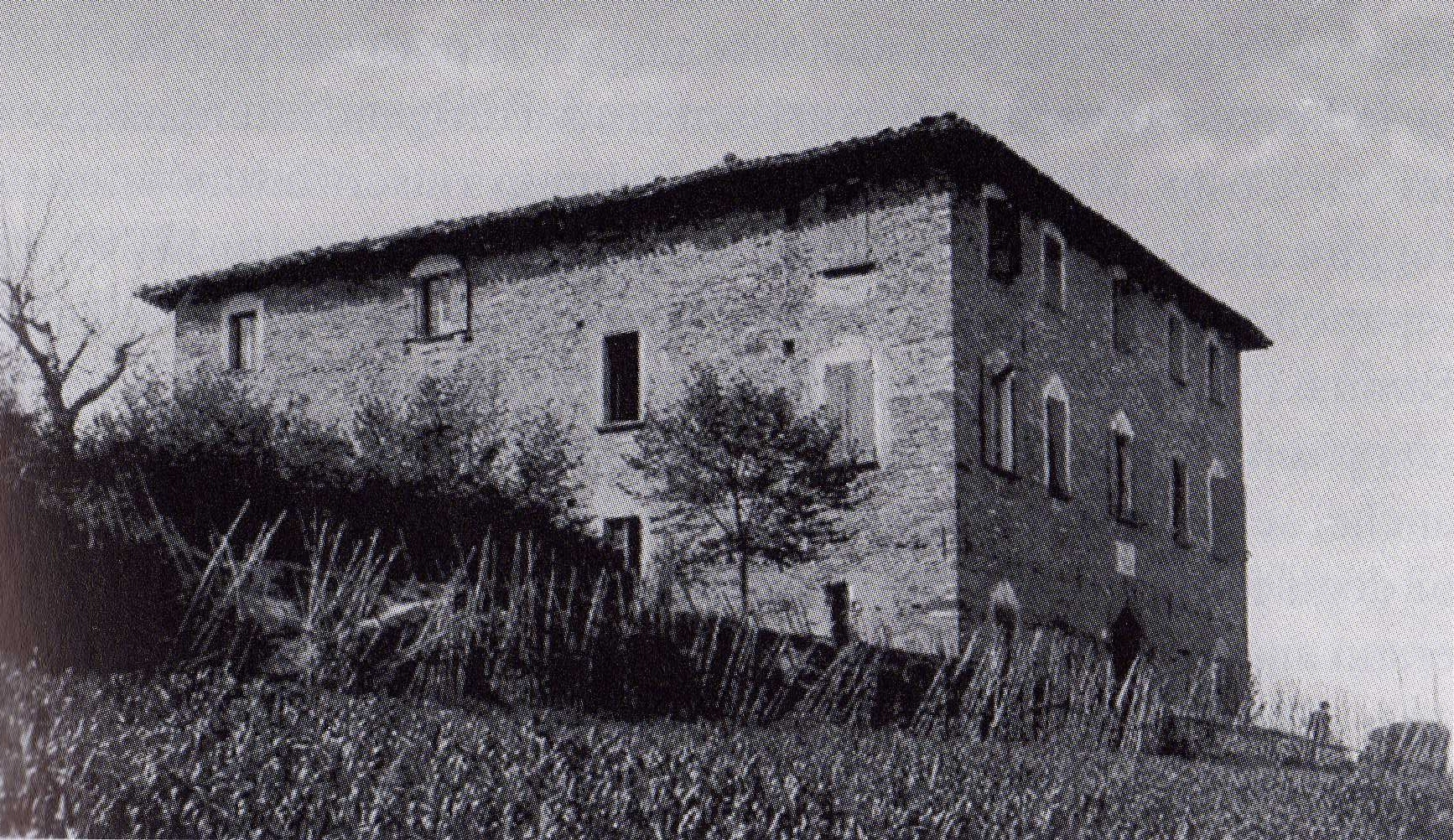
Palazzo Varano come appariva prima dei lavori di rifacimento

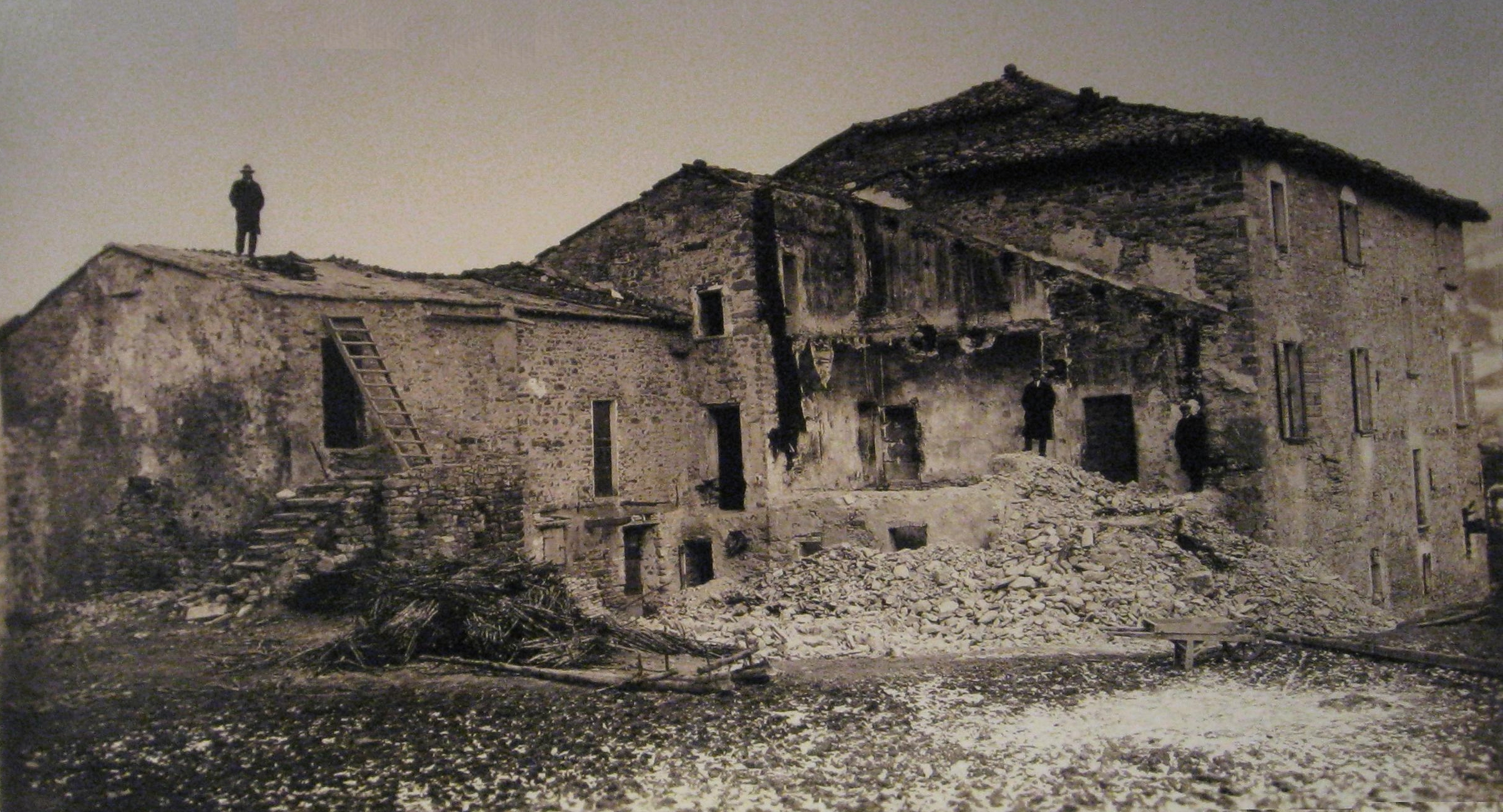
Demolizione degli edifici retrostanti Palazzo Varano, in una fotografia datata 6 dicembre 1925

Palazzo Varano è l'edificio sede del comune di Predappio.
Il palazzo comunale sorge in piazza Sant'Antonio, a lato dell'omonima chiesa, in posizione sopraelevata e dominante rispetto al paese e circondato da un ampio giardino che funge da parco comunale.

## Storia
L'edificio ha sicuramente radici antiche, ma poco o nulla si conosce della sua storia nonostante la profusione di sforzi degli storici locali che, soprattutto in epoca fascista, cercarono di rintracciare fonti storiche per rendere prestigioso il passato del palazzo. Il toponimo Varano è di sicura origine romana, così come pure il toponimo Dovia (Duo Viae) che dà il nome alla vicina frazione Dovia di Predappio dove nacque Benito Mussolini.
La storia del palazzo rimane oscura fino all'Ottocento quando diventa di volta in volta residenza degli indigenti del comune e poi sede di una scuola elementare, nella quale insegnerà anche Rosa Maltoni, madre del futuro dittatore. Con la nascita di Benito Mussolini, la famiglia si trasferisce nel palazzo che per circa venti anni rimarrà residenza della famiglia Mussolini.
L'aspetto che il palazzo possedeva in quegli anni era completamente diverso da quello odierno. Si trattava infatti di un rustico e grezzo edificio, dalle forme squadrate costruito con pietra spugnone (la pietra locale) e non intonacato, simile alla casa nella quale nacque Mussolini.
L'edificio fu ampiamente ristrutturato dall'architetto Florestano Di Fausto che nel 1926 intervenne modificandone pesantemente l'aspetto e l'architettura, trasformando l'immagine del rude casone in una più consona di villa comunale dalle forme aggraziate, con linee morbide ingentilito da statue e stucchi. L'aspetto generale dell'edificio fu cambiato anche con la costruzione, a livello della facciata rivolta in direzione della piazza, di una piccola torre campanaria munita di orologio.
I tre piani che costituiscono l'edificio sono collegati da uno scalone in pietra grigia, proveniente dalle cave viterbesi di Peperino, mentre l'arredo interno fu curato da Mussolini in persona il quale provvide a proprie spese ad inviare da Roma undici casse colme di suppellettili e di oggetti di arredo vari.
Di fronte all'ingresso è posta una fontana al di là della quale si estende un giardino decorato con motivi ornamentali geometrici che hanno preso il posto delle varie rappresentazioni del fascio littorio in voga in età mariale.
Di notevole interesse è la scalea di accesso a palazzo Varano, progettata e costruita nel 1929 ancora da Florestano Di Fausto che concepì una composizione altamente simbolica e scenografica. Vista dall'alto della torre del palazzo, la grande scalinata assume la conformazione di una freccia che punta simbolicamente verso Rocca delle Caminate, residenza estiva privata di Mussolini.
Salendo dalla scalinata dapprima ci si imbatte in un piccolo slargo cinto da panchine che sembra metaforicamente simboleggiare un abbraccio del comune nei confronti della comunità. Salendo ancora, sulla destra, in prossimità del palazzo, si intravede, coperta dalla vegetazione, una grande gabbia, oramai arrugginita, in cui veniva custodita, durante il Ventennio, un'aquila reale, simbolo di forza e della romanità del Regime.

## Galleria d'immagini

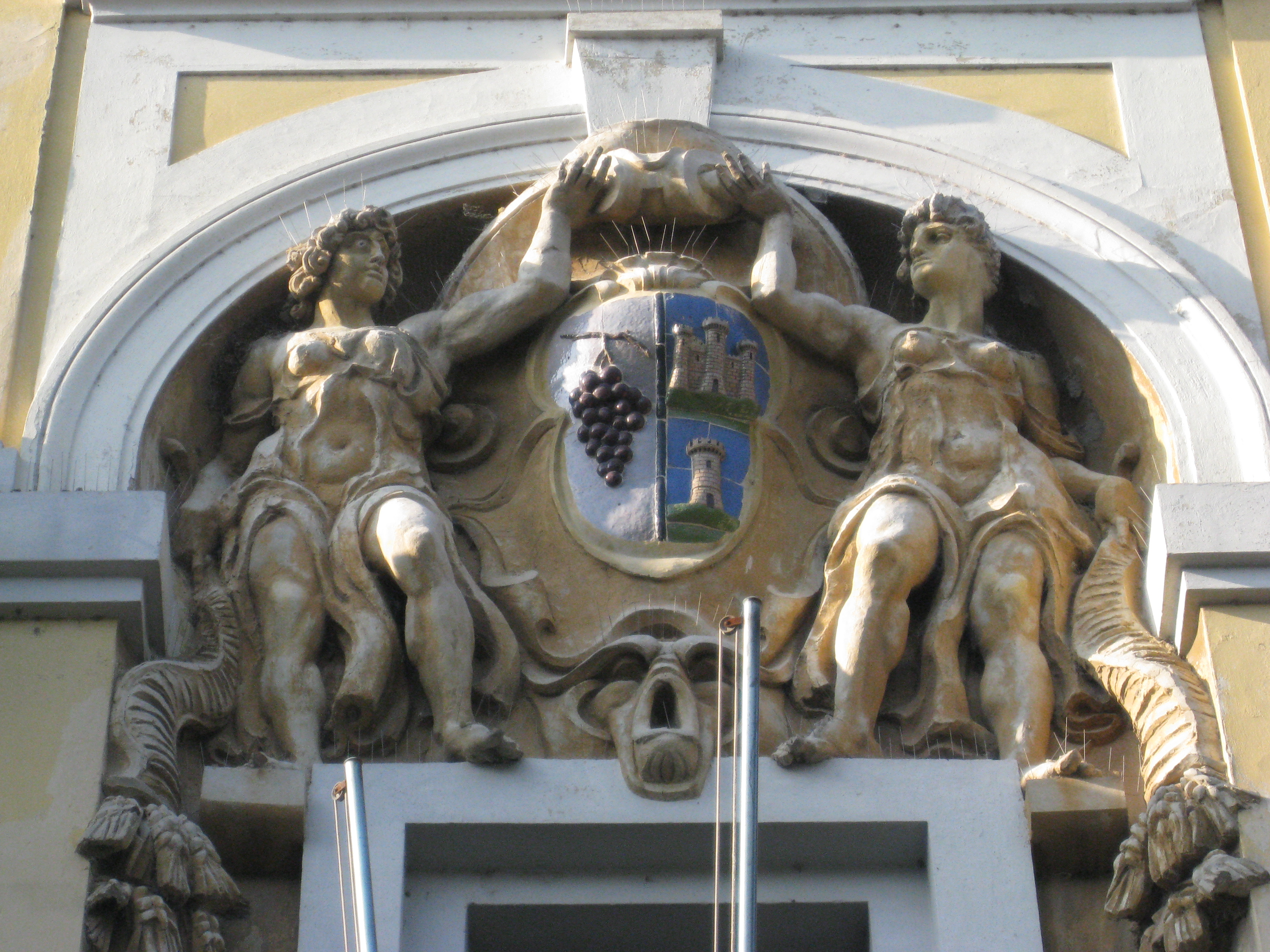
Particolare dello stemma che si trova sulla facciata di Palazzo Varano
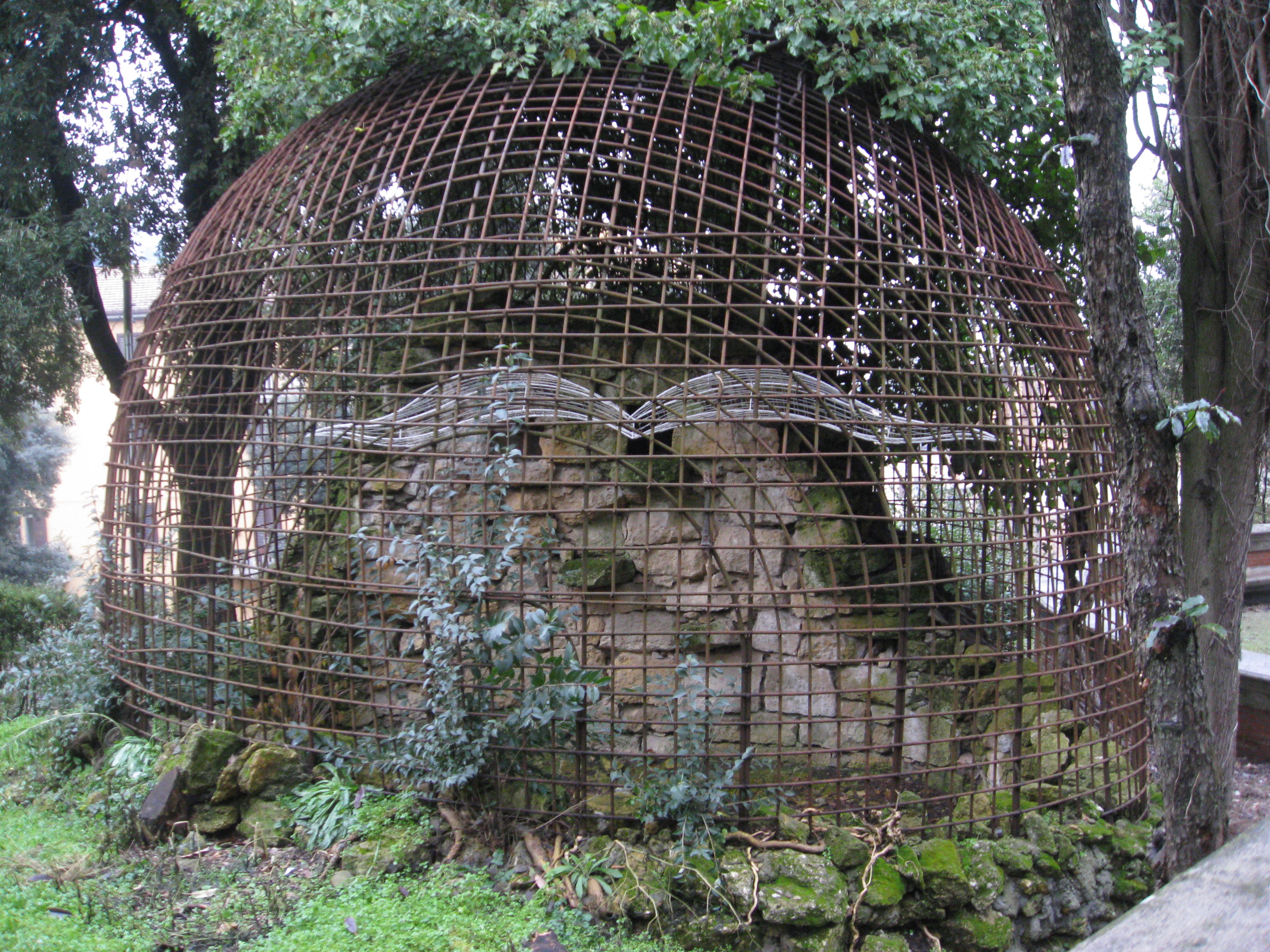
Gabbia che ospitava l'aquila
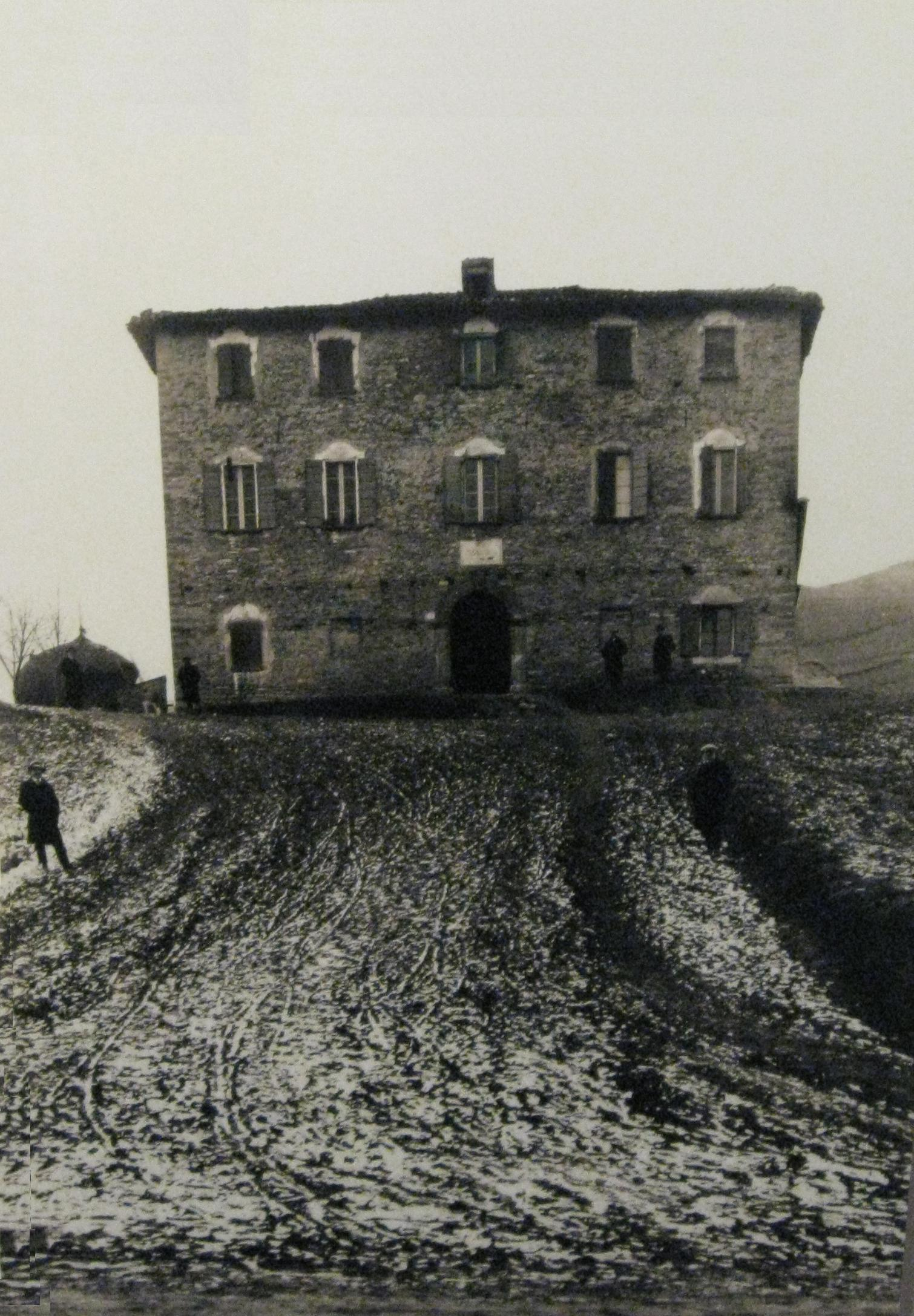
Lavori di sterro a Palazzo Varano, 6 dicembre 1925